# 本郷バイパス (長野県)
本郷バイパス（ほんごうバイパス）は、長野県南佐久郡佐久穂町内に建設中の国道299号バイパスである。狭小幅員区間の解消を目的に計画された。
全長5186mの内4178mが供用済みで、2007年度に全線供用予定である。

## 概要
- 起点 長野県南佐久郡佐久穂町三味脇
- 終点 長野県南佐久郡佐久穂町刈又
- 全長 5186m
- 道路幅員 9.0m～11.0m
- 車線数 2車線
- 計画交通量 2100台/日
- 全体事業費 47億2600万円

## 沿革
- 1982年度 事業化・用地買収着手
- 1985年度 着工
- 2004年度までに 2938m供用（起点から佐久東小学校付近まで）
- 2004年12月 1240m供用（佐久東小学校付近付近から矢沢橋付近まで）